# Nokia 5.1 Plus
Nokia X5是一款运行Android操作系统的诺基亚品牌中高端智能手机。于北京时间2018年7月18日14:00在北京发布。

## 规格

### 硬件
Nokia X5由联发科技曦力P60中央处理器驱动，分两种规格：「3GB RAM + 32GB ROM」、「4GB RAM + 64GB ROM」。除了内存和存储空间外，其他硬件参数没有差异。
显示面板为5.86英寸19:9HD+液晶屏。
后置摄像头1300万像素+500万像素，前置摄像头800万像素。

### 软件
这款手机搭载了Android 8.1操作系统，目前可升级至Android 10。